# Andritz AG

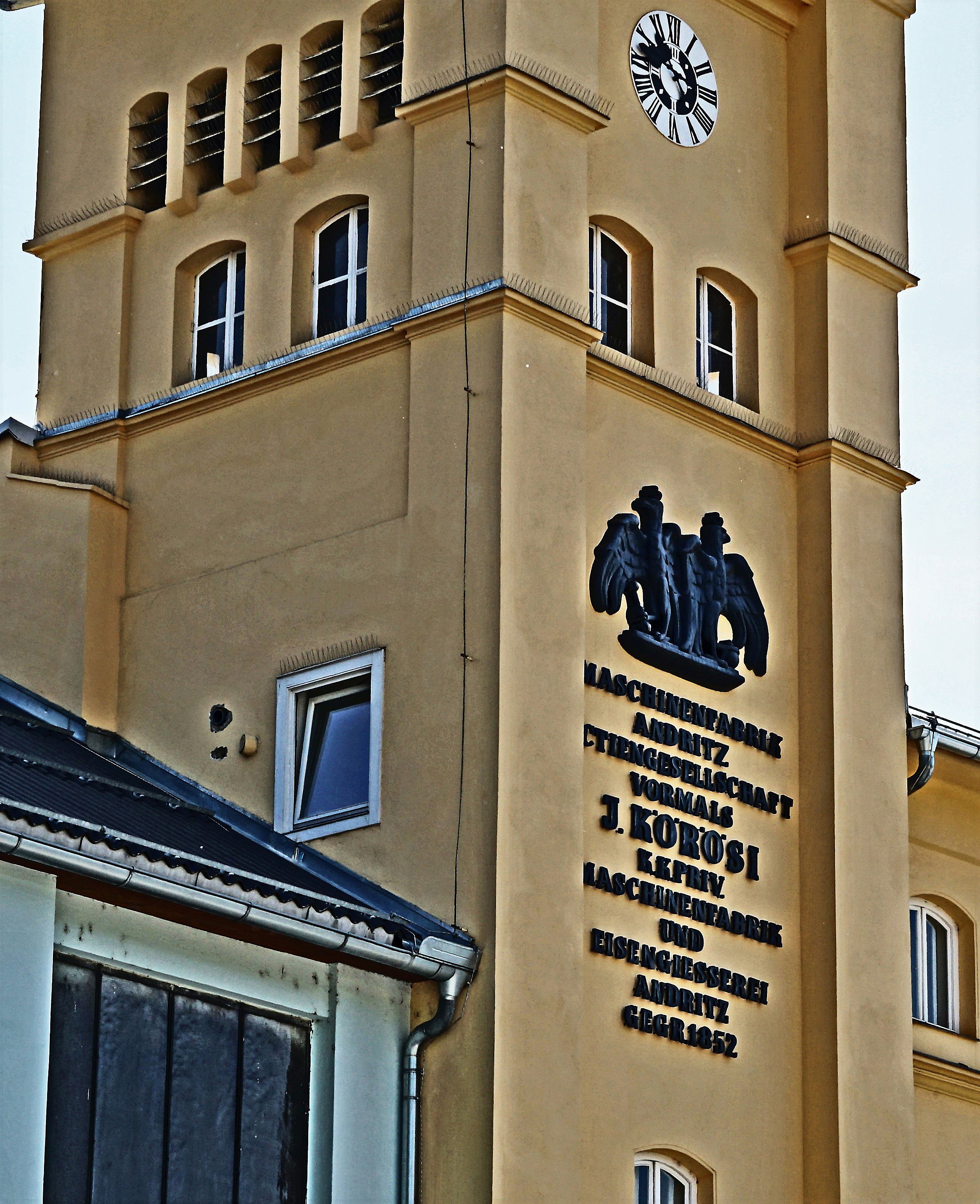
Andritz AG

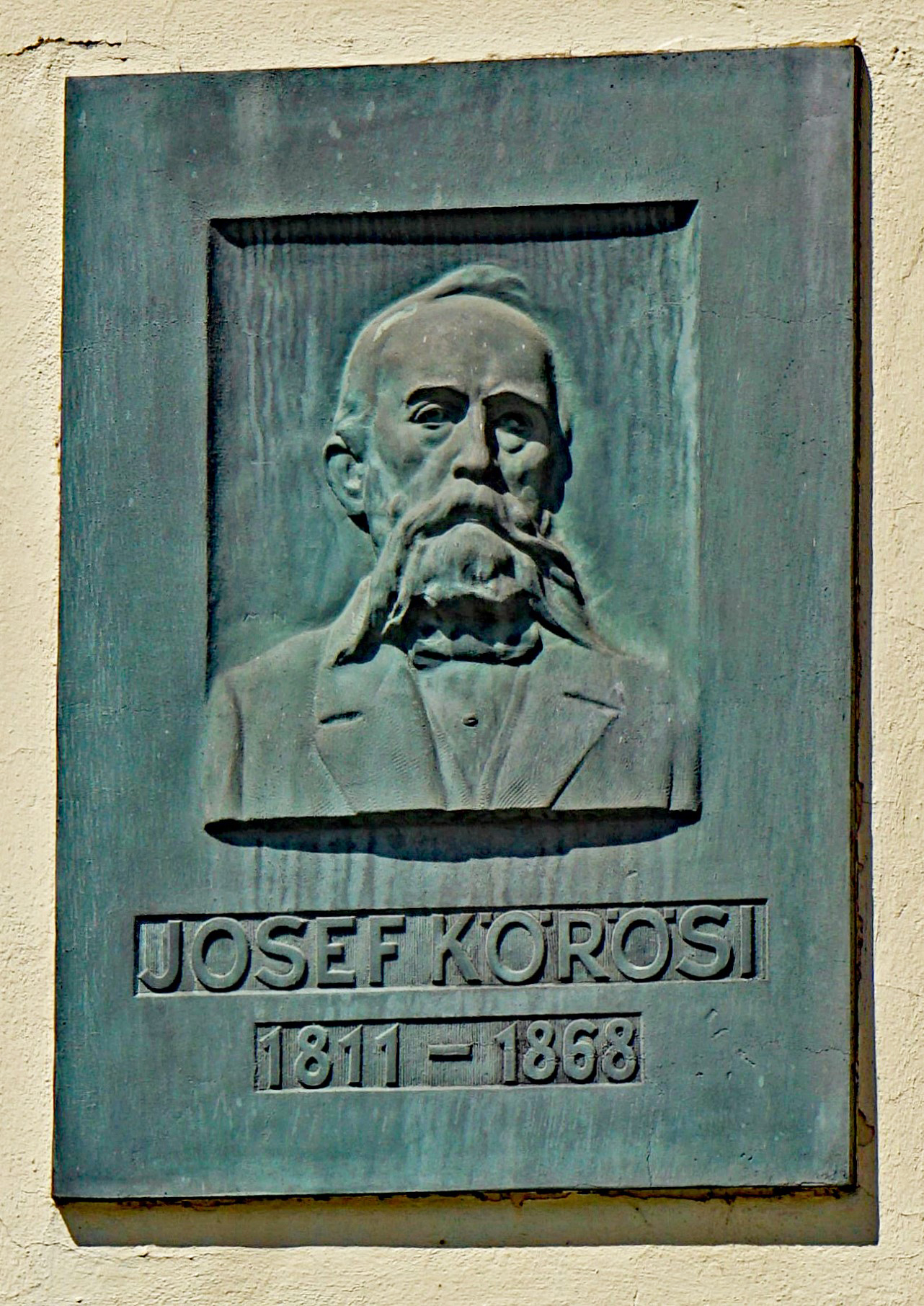
Gedenktafel für Josef Körösi

Die Andritz AG (vormals: Maschinenfabrik Andritz Actiengesellschaft ) ist ein österreichischer Konzern für Maschinen- und Anlagenbau mit Hauptsitz in Graz. 
Benannt ist das Unternehmen nach dem ehemaligen Grazer Vorort, dem heutigen Stadtbezirk Andritz. 
Das Unternehmen notiert an der Wiener Börse und unterhält weltweit mehr als 280 Produktionsstätten sowie Service- und Vertriebsgesellschaften.

## Geschichte

### Die Anfänge
Im Jahr 1852 gründete der aus Ungarn stammende Eisenwarenhändler Josef Körösi in der damals noch selbständigen Gemeinde Andritz eine kleine Eisengießerei. Obwohl Körösi anfangs nur kleinere Gusswaren herstellte, expandierte das Unternehmen sehr rasch und produzierte Wasserturbinen, Kräne und Pumpen. Schon 1860 beschäftigte das Unternehmen über 500 Mitarbeiter, 1870 waren es bereits 1300. Mittlerweile wurden auch Dampfkessel, Dampfmaschinen, Bergbaumaschinen und sogar Brücken hergestellt.

### Erste Krise
Nach dem Tod des Unternehmensgründers wurde 1871 sein Adoptivsohn Viktor Körösi (1848–1912) Inhaber der Maschinenfabrik (Stadtbüro 1874: Griesgasse 36), deren Direktor er bis dahin war. Infolge einer allgemeinen Wirtschaftskrise in Österreich (ausgelöst unter anderem durch den Verlust der österreichischen Gebiete in Oberitalien) mussten über 1000 Arbeiter entlassen werden. Viktor Körösi verkaufte das Unternehmen an die Österreichische Alpine Montanunion, ein Zusammenschluss von Eisen- und Stahlindustrieunternehmen in der Steiermark und Vorläufer der Voestalpine. Die Maschinenfabrik konzentrierte sich auf die Ausrüstung von Stahl- und Walzwerken sowie auf die Fertigung von Dampfmaschinen.

### Anfang des 20. Jahrhunderts
Im Jahr 1900 erwarb der österreichische Industrielle Max von Gutmann das Unternehmen und wandelte es in die Aktiengesellschaft Maschinenfabrik Andritz Actiengesellschaft um. Maschinelle Ausrüstungen für Tunnelbauten wurde ein neues Unternehmenssegment, auch Kräne wurden wieder produziert. Ergänzend wurden in der Folgezeit Hochdruck-Kreiselpumpen entwickelt.
1932 musste die Maschinenfabrik Andritz aufgrund der Weltwirtschaftskrise vorübergehend die Produktion einstellen. Dennoch wurde der Fortbestand des Unternehmens gewahrt und die früheren Mitarbeiter bald wieder eingestellt.

### „Anschluss“ und Zweiter Weltkrieg
1938, nach dem „Anschluss“ Österreichs an das Deutsche Reich, wurde die Maschinenfabrik den in Berlin ansässigen Kämper Motorenwerken angegliedert und auf die Produktion von Dieselkompressoren ausgerichtet. 1941 wurde die Fabrik an die DEMAG in Deutschland verkauft. Bis zum Ende des Zweiten Weltkriegs wurden dann vor allem Kräne und Förderbänder produziert.

### Nach dem Zweiten Weltkrieg
Im Jahr 1945 beschlagnahmten die Besatzungsmächte den Großteil der Produktionseinrichtungen als „deutsches Eigentum“. Der Unternehmensleitung gelang es jedoch, von stillgelegten Betrieben gebrauchte Maschinen und Werkzeug zu mieten und die Produktion von kleinen bis mittelgroßen Pumpen und Turbinen wieder aufzunehmen. Vier Jahre später (1949) begann eine langjährige Zusammenarbeit mit der Schweizer Escher-Wyss-Gruppe, zunächst bei Wasserturbinen. Das Produktangebot wurde komplett überarbeitet. Die Herstellung von Dampfmaschinen und Luftkompressoren wurde eingestellt, stattdessen konzentrierte sich das Unternehmen auf die Produktion von Wasserturbinen, Kreiselpumpen, Kränen und Stahlbauten. Ab 1951 konnten in Zusammenarbeit mit Escher Wyss AG komplette Papiermaschinen hergestellt werden.
In den 1960er und 1970er Jahren setzte die Maschinenfabrik ihr Wachstum fort: Die Fabrikhallen wurden erweitert, die Produktionsanlagen modernisiert und die Anstrengungen im Forschungsbereich intensiviert. Die Maschinenfabrik produzierte nun Hauptkühlpumpen für Kraftwerke, elektrochemische sowie metallurgische Anlagen. Das Unternehmen konnte Umsatz und Exportquote stark ausbauen. 1977 erhielt das Unternehmen die Staatliche Auszeichnung und durfte damit das Bundeswappen im Geschäftsverkehr verwenden.

### Erneute Krise und Neuausrichtung
Die zweite Ölkrise 1979/1980 und die allgemein stagnierende Weltkonjunktur zu Beginn der 1980er-Jahre traf auch die Maschinenfabrik Andritz voll. Die Aufträge gingen zurück und das Unternehmen schrieb Verluste. Eine Liquidation des Unternehmens konnte nur durch massive staatliche Subventionen und Rationalisierungsmaßnahmen zwischen 1981 und 1985 verhindert werden. Unter anderem wurde die Gießerei geschlossen und der Mitarbeiterstand von 2300 auf 1600 reduziert. 1987 erzielte das Unternehmen erstmals wieder operative Gewinne. Im gleichen Jahr übernahm die deutsche Investmentgesellschaft AGIV mit Sitz in Frankfurt am Main die Mehrheit an der Maschinenfabrik Andritz AG. Das Unternehmen wurde strategisch neu ausgerichtet, von einem bloßen Lizenznehmer anderer Maschinenhersteller zu einem führenden, von fremdem Know-how unabhängigen internationalen Anbieter von Hightech-Produktionssystemen.
Mit dem Erwerb von Sprout-Bauer, einem in Pennsylvania (USA) ansässigen Maschinenbauunternehmen, wurde eine erfolgreiche Expansionspolitik eingeleitet. Mit Kauf von Sprout-Bauer erweiterte die Andritz-Gruppe ihr Portfolio unter anderem um Refiner und Anlagen zur Futtermittelproduktion.
1992 wurde die Durametal Corporation aus Oregon (USA), ein Hersteller von Refinerplatten, 1994 Kone Wood, ein Lieferant von Holzplatzeinrichtungen für die Zellstoffindustrie, und 1995 die dänische Jesma-Matador A/S für den Futtermittelbereich übernommen. Mit der Neuausrichtung hin zu einem internationalen Anbieter von Komplettlösungen änderte sich Mitte der 1990er Jahre auch der Name von „Maschinenfabrik Andritz AG“ (kurz MFA) in „Andritz AG“.
Anfang 1998 erwarb Andritz die Mehrheit an der Sundwiger Eisenhütte Maschinenfabrik GmbH & Co. (heute Andritz Sundwig) mit Sitz in Hemer (Nordrhein-Westfalen), 2000 einen Hälfteanteil an der Ahlström Machinery Group, Finnland.
Neben den zahlreichen Akquisitionen veränderten sich auch die Eigentümerverhältnisse: Die „AGIV“ verkaufte 1999 ihren Anteil an ein Konsortium aus der Carlyle Group, GE Capital, der Unternehmensinvest AG, der Deutschen Beteiligungs AG und der von Wolfgang Leitner gegründeten Custos-Privatstiftung.

### Börsengang und weitere Akquisitionen
Im Juni 2001 wurde Andritz erfolgreich mit zwei Millionen neuen Aktien an der Wiener Börse platziert. Mit dem frischen Kapital konnte Andritz neben dem Erwerb der verbleibenden 50 % an Ahlstrom weitere Komplementärakquisitionen vornehmen: Mit dem Kauf des Bereichs Zellstoff- und Papiertrockner von Asea Brown Boveri 2002 war das Unternehmen bei Zellstoffproduktionssystemen erstmals in der Lage, die komplette Prozesslinie vom Holzplatz bis hin zum fertigen Zellstoffballen anzubieten. Noch im selben Jahr wurde Andritz mit der Übernahme eines Teilbereichs der amerikanischen SELAS Corp. auch im Bereich der kontinuierlichen Feuerverzinkungsanlagen zum Komplettanbieter.
Im Juni 2003 wurden im Rahmen des Secondary Public Offerings an der Börse rund 6,1 Millionen Aktien aus dem Besitz der Finanzinvestoren (Unternehmens Invest AG, Carlyle Group, Deutsche Beteiligungs AG, GE Capital) an Privatanleger und institutionelle Investoren begeben. Im selben Jahr wurden IDEAS Simulation Inc. und Acutest Oy zur weiteren Verstärkung des Papier- und Zellstoffbereichs erworben.
Im September 2003 wurde die Heinrich Fiedler GmbH & Co. KG in Regensburg (Siebkörbe) erworben, 2004 Bird Machine, USA (Zentrifugen, Kammerfilterpressen) und Teile von Netzsch in Selb, Bayern (Entwässerungsaggregate, Kammerfilterpressen), Otto Kaiser in Bretten, Baden-Württemberg (mechanische Hochleistungspressen) und VA Tech WABAG (Fließbetttrocknungssysteme). Im Juni 2004 wurde ein Joint-Venture mit dem Industriedienstleister Rheinhold & Mahla AG, die European Mill Service GmbH (EMS), gegründet. Im Juni 2006 übernahm die Andritz AG die Wasserkraftsparte VA Tech Hydro GmbH, der ehemaligen VA Tech. 2008 wurde ein Teilbereich des Unternehmens März-Gautschi Industrieofenanlagen GmbH erworben. 2010 wurde mit dem Kauf des Zentrifugenspezialisten KMPT AG, Deutschland, das Angebot um Krauss-Maffei-Zentrifugen weiter ergänzt. 2010 trat Andritz mit dem Erwerb von DMT Technology, Österreich, in den stark wachsenden Markt der Kunststofffolienproduktion ein. Das unter dem Namen Andritz Biax firmierende Unternehmen ist Lieferant von Anlagen zur Herstellung von Plastikfolien.
Mit der Akquisition von AE&E Austria Anfang 2011 kann Andritz das Angebot im Bereich der Energieerzeugung (Dampfkesselanlagen) und Umwelttechnik (Rauchgasreinigungsanlagen) weiter stärken.
Im Jahr 2013 erfolgt mit der Übernahme des deutschen Pressenherstellers Schuler in Göppingen, Deutschland, weltweit Marktführer in der Metall-Umformtechnik, die bisher größte Akquisition in der Unternehmensgeschichte.
Im Juli 2021 wurde Joachim Schönbeck zum Nachfolger von Wolfgang Leitner als Vorstandsvorsitzender der Andritz AG ab April 2022 bestellt, Leitner wechselte anschließend in den Aufsichtsrat.

## Unternehmen
Die Andritz AG ist eine börsennotierte Aktiengesellschaft mit verschiedenen internationalen Tochtergesellschaften. Die Geschäftstätigkeit des Konzerns teilt sich seit Jänner 2024 in vier eigenständige Geschäftsbereiche: Andritz Hydro Power (elektromechanische Ausrüstungen für Wasserkraftwerke), Andritz Pulp & Paper (Anlagen für die Produktion von Zellstoff), Andritz Environment & Energy (H2 Electrolyzer and Renewable Fuels, Carbon Capture and Air Pollution Control, Technologien für die Fest-Flüssig-Trennung und Feed), Andritz Metals (Anlagen für die Herstellung und Weiterverarbeitung von Kaltband aus C-Stahl, Edelstahl und Aluminium sowie Pressen).
Die Andritz AG ist Mitglied der Plattform Industrie 4.0 (Österreich).
Das Büro des Honorarkonsulats Graz der Bundesrepublik Deutschland für die Steiermark und für Kärnten befindet sich im Gewerbepark der Andritz AG.